# 鮮卑仲吉
鮮卑 仲吉（せんぴ ちゅうきつ、生没年不詳）は、モンゴル帝国に仕えた漢人将軍の一人。主に金朝との戦闘において活躍したことで知られる。中山府の出身。

## 概要
鮮卑仲吉は1215年（乙亥）にモンゴル軍が金朝に侵攻した時（第一次対金戦争）に平灤路で兵を率いており、配下の兵とともに降ることでチンギス・カンより灤州節度使に任じられた。その後、アジュルの配下に入り右副元帥として金朝との戦いに従事し、信安・益津などの諸城を平定した。これらの功績により河北等路漢軍兵馬都元帥の地位を授けられている。1232年（壬辰）には金朝最後の皇帝哀宗がモンゴル軍に包囲された開封を脱出し、逃げ込んだ先の蔡州をタガチャル率いるモンゴル軍が包囲した（蔡州の戦い）。鮮卑仲吉はこの戦いに功績があり、金吾衛上将軍・興平路都元帥・右監軍・永安軍節度使の地位を授けられ、灤州管内観察使・提挙常平倉事・開国侯を兼ねたが、それからまもなく亡くなった。
死後、息子の鮮卑準が跡を継いで管軍千戸の職を授けられ、ジャライルタイ・コルチによる第6次高麗遠征に従軍している。中統元年（1260年）、金符を受けられて帝位継承戦争に従事し、中統3年（1262年）には李璮の乱鎮圧戦にも加わった。至元10年（1273年）、侍衛親軍千戸・昭武大将軍・大都屯田万戸の地位を授かったが、それから間もなく亡くなった。
鮮卑準の息子が鮮卑誠で、宣武将軍・高郵上万戸府副万戸の地位を授かり、ジャワ遠征やラーンナー遠征などに従軍した。しかし広東に使いした時に病を得て亡くなった。死後、息子の鮮卑忽篤土が跡を継いだ。